# Graffenrieda uribei
Graffenrieda uribei är en tvåhjärtbladig växtart som beskrevs av John Julius Wurdack. Graffenrieda uribei ingår i släktet Graffenrieda och familjen Melastomataceae. Inga underarter finns listade i Catalogue of Life.